# Apiomerus immundus
Apiomerus immundus är en insektsart som beskrevs av Ernst Evald Bergroth 1898. Apiomerus immundus ingår i släktet Apiomerus och familjen rovskinnbaggar. Inga underarter finns listade i Catalogue of Life.